# Udotea cyathiformis
Espèce
Udotea cyathiformis est une espèce d'algues vertes de la famille des Udoteaceae.